# Великий каньйон Ярлунг-Цангпо
29°46′11″ пн. ш. 94°59′23″ сх. д. / 29.76974° пн. ш. 94.98985° сх. д.

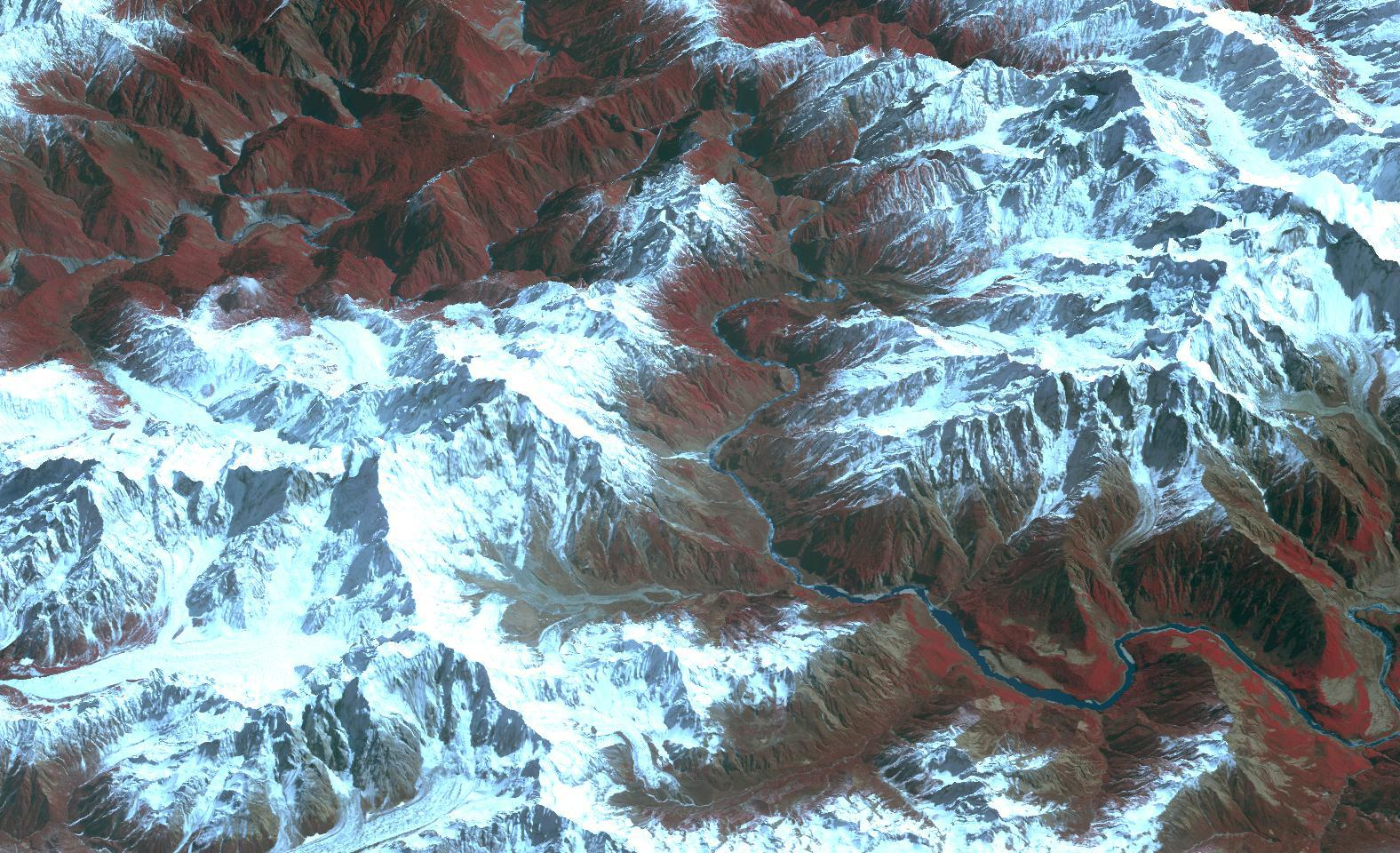
Великий каньйон Ярлунг -— один із найглибших каньйонів на суходолі та довший за Великий каньйон

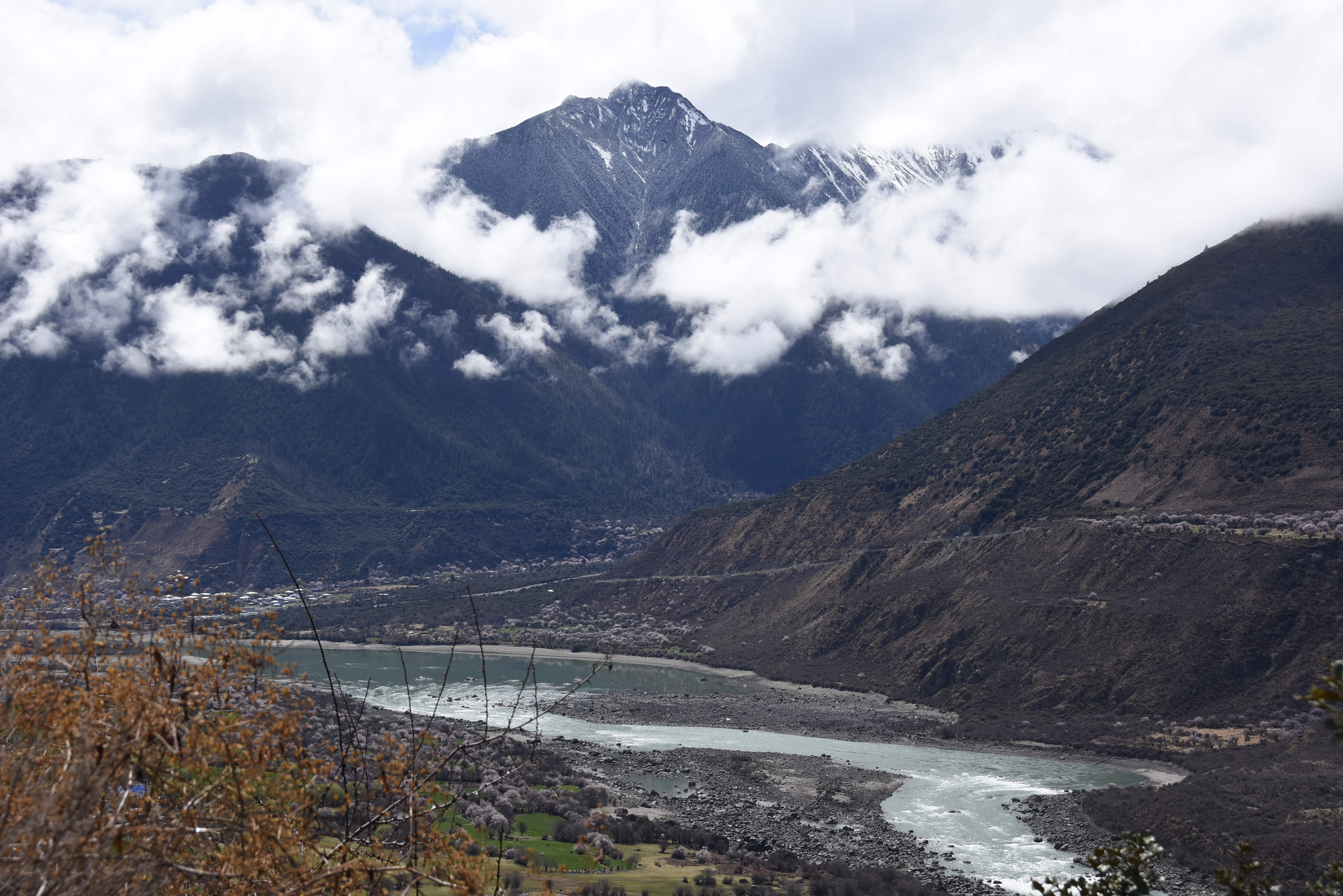
Річка Ярлунг-Цангпо поблизу Намче-Барва

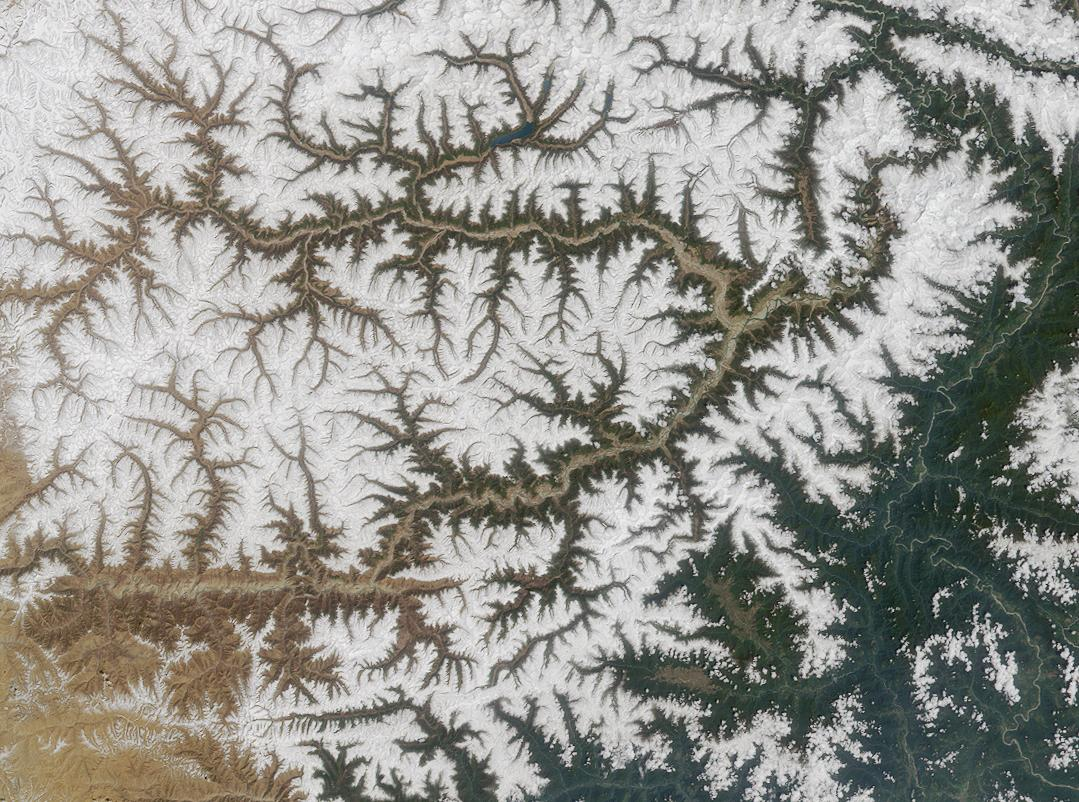
Річка Ярлунг-Цангпо, що протікає через Тибет, з вершинами Намче-Барва та Г’яла-Пері. Центр зображення знаходиться на

Великий каньйон Ярлунг-Цангпо, також відомий як каньйон Цангпо, каньйон Брахмапутри або ущелина Цангпо (спрощ.: 雅鲁藏布大峡谷; кит. трад.: 雅魯藏布大峽谷; піньїнь: Yǎlǔzàngbù Dàxiágǔ), — каньйон річки Ярлунг-Цангпо в Тибетському автономному районі, Китай. 
Це найглибший каньйон у світі, 

маючи 504,6 км завдовжки, він довший за Великий каньйон у Сполучених Штатах, що робить його одним із найбільших у світі. 

Ярлунг-Цангпо (тибетська назва верхів’їв Брахмапутри) має витоки біля гори Кайлас і тече на схід близько 1700 км, дренуючі північну частину Гімалаїв, перш ніж увійти в ущелину нижче за течією поблизу поселення Жібе. 
Каньйон огинає гору Намче-Барва (7782 м) і прорізає собі шлях через східні Гімалаї. 
Його води падають приблизно з 2900 м біля Пея до приблизно 1500 м у кінці Верхньої ущелини, де впадає річка По-Цангпо. 
Річка продовжується через Нижню ущелину до кордону з Індією на висоті 660 м. 
Потім річка тече через Аруначал-Прадеш і згодом стає Брахмапутрою. 

## Глибина каньйону
Коли каньйон проходить між вершинами гір Намче-Барва і Гіала-Пері, перепад висот сягає 5000 м біля Намче-Барви. 
Середня загальна глибина каньйону становить близько 2268 м, найбільша глибина досягає 6009 м. Це найбільша глибина каньйону на суші. 
Ця частина каньйону знаходиться на 29°46′11″ пн. ш. 94°59′23″ сх. д. / 29.769742° пн. ш. 94.989853° сх. д.. 
Намче-Барва (7782 м), знаходиться 29°37′33″ пн. ш. 95°03′26″ сх. д. / 29.62583° пн. ш. 95.05722° сх. д., а Гіяла-Пері, (7234 м), знаходиться 29°48′48″ пн. ш. 94°58′02″ сх. д. / 29.81333° пн. ш. 94.96722° сх. д.. 

## Екосистема
Ущелина має унікальну екосистему з видами тварин і рослин, які мало досліджені та постраждали від впливу людини. Його клімат коливається від субтропічного до арктичного, і тут є кілька різних зон рослинності: рівнинні тропічні ліси, включно з дощовими тропічними лісами та сезонними тропічними лісами; тропічний гірський і субтропічний широколистяний ліс; субальпійський помірний хвойний ліс; тайга; альпійський скреб і тундра. 
Найвища температура в Тибеті становить 43,6 °C і зареєстрована біля кордону з Індією на висоті приблизно 600 м над рівнем моря. 
Рідкісний такін — одна з тварин, на яких полюють місцеві племена.
У каньйоні росте південнотибетський кипарис (Cupressus austrotibetica), висота якого становить 102,3 м, і після відкриття у 2023 році він вважається найвищим деревом в Азії. 

## Еверест річок

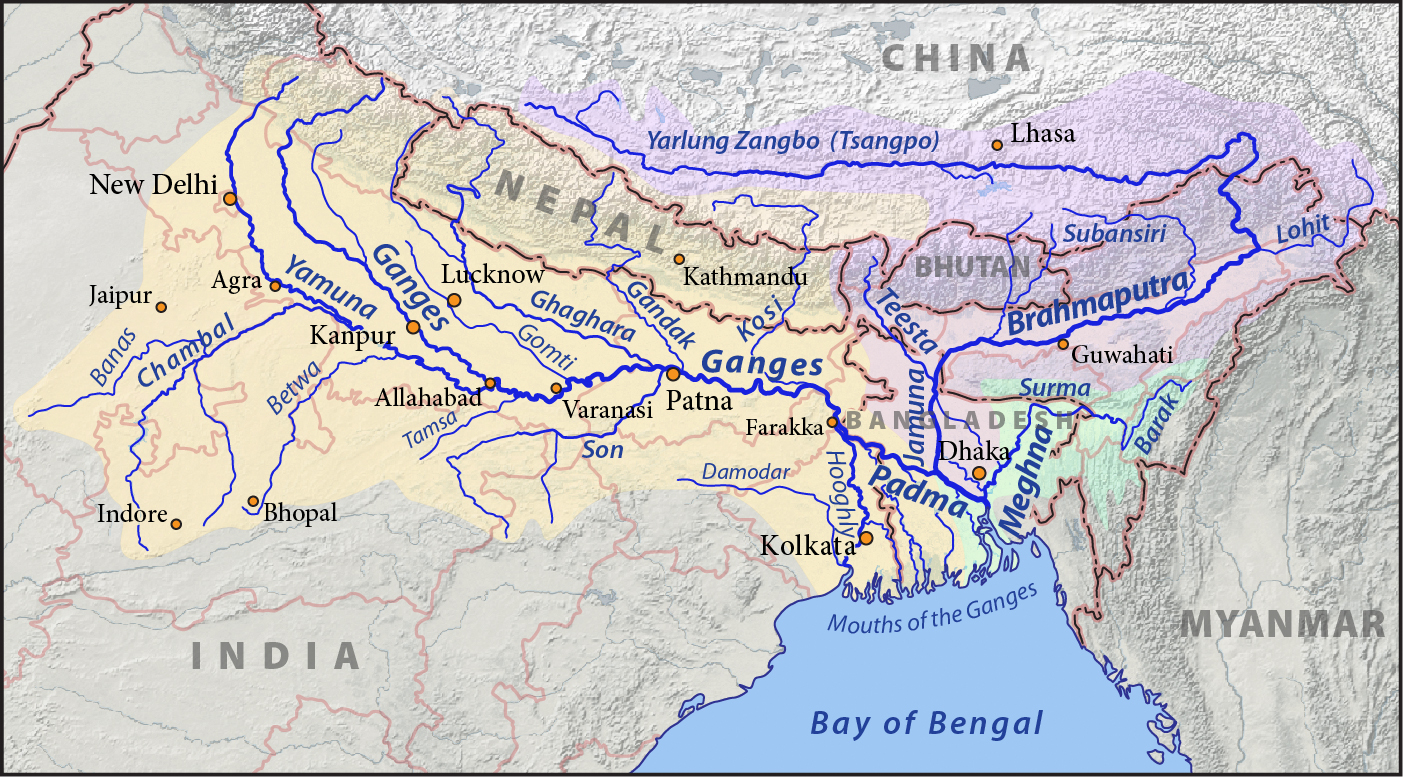
Каньйон Ярлунг Цангпо розташований на великому вигині річки перед входом в індійський штат Аруначал-Прадеш

У 1913 році Фредерік Маршман Бейлі та Генрі Морсхед розпочали експедицію в ущелину, яка остаточно підтвердила, що Цангпо справді є верхів’ям Брахмапутри. 
Френк Кінгдон-Ворд розпочав експедицію в 1924 році в надії знайти великий водоспад, що пояснює різницю у висоті між Цангпо та Брахмапутрою. Виявилося, що ущелина має серію відносно крутих ділянок. 
Серед них був водоспад, який він назвав Рейнбоу-Фоллз, не такий великий, як він сподівався.
Територія була закрита після того, як Китай вторгся в Тибет і оскаржив розташування кордону під час китайсько-індійської війни. 
Китайський уряд відновив видачу дозволів в 1990-х роках. 
Відтоді ущелину почали відвідувати й байдарочники. 
Його називають «Еверестом річок» через екстремальні умови. 

Перша спроба рафтингу зроблена в 1993 році японською групою, яка втратила одного члена на річці. 
У жовтні 1998 року експедиція, спонсорована Національним географічним товариством, спробувала пропливти всю ущелину на байдарках. 
Через неочікувано високий рівень води, він закінчився трагедією, коли Дуг Гордон загинув. 
 
У січні-лютому 2002 року міжнародна група у складі Скотта Ліндгрена, Стіва Фішера, Майка Еббота, Аллана Елларда, Дастіна Наппа та Джонні та Віллі Керна завершила перший повний спуск у верхній частині ущелини Цангпо. 

Найбільші водоспади ущелини (поблизу Цангпо-Бадонг, 藏布巴东瀑布群
) 
були відвідані в 1998 році командою, що складалася з Кена Сторма, Хаміда Сардера, Яна Бейкера. 

Вони оцінили висоту водоспаду приблизно в 33 м. 
Водоспад і решта району Пемако є священними для тибетських буддистів, які приховували їх від сторонніх, включаючи китайську владу. 
 
У 2005 році Chinese National Geography назвала їх найкрасивішими водоспадами Китаю.
У цій частині є два водоспади: Рейнбоу-Фоллз (приблизно 21 м заввишки) на 29°46′38″ пн. ш. 95°11′00″ сх. д. / 29.777164° пн. ш. 95.183406° сх. д. і Гідден-Фоллз трохи нижче за течією на 29°46′34″ пн. ш. 95°10′55″ сх. д. / 29.776023° пн. ш. 95.181974° сх. д. (приблизно 30 м заввишки). 

## Проєкт ГЕС Медог та водовідведення
Попри те, що уряд КНР оголосив про створення «Національного заповідника Великий каньйон Ярлунг-Цангпо», також були розроблені урядові плани та техніко-економічні обґрунтування будівництва великої греблі для використання гідроелектроенергії та перенаправлення води в інші райони Китаю.  Розмір греблі в ущелині Цонгпо перевищить розмір греблі Трьох ущелин, оскільки передбачається, що така станція вироблятиме 50 000 мегават 

електроенергії, що понад удвічі перевищує потужність Трьох ущелин. 
Існує побоювання, що відбудеться переміщення місцевого населення, руйнування екосистем і вплив на населення Індії та Бангладеш, що живе вниз за течією.
 
Індія критикує проєкт через його потенційний негативний вплив на мешканців нижче за течією. 

Сталеві греблі є вигіднішими та економнішими у віддалених гірських місцевостях на великій висоті для відведення річкової води до енергогенераторів. 